# Grammostola pulchripes
Grammostola pulchripes là một loài nhện trong họ Theraphosidae.
Loài này thuộc chi Grammostola. Grammostola pulchripes được Eugène Simon miêu tả năm 1891.
Tên thường gọi là ' 'Chaco Golden Knee ' ' vì ở khớp chân của chúng có màu vàng

## Hình ảnh

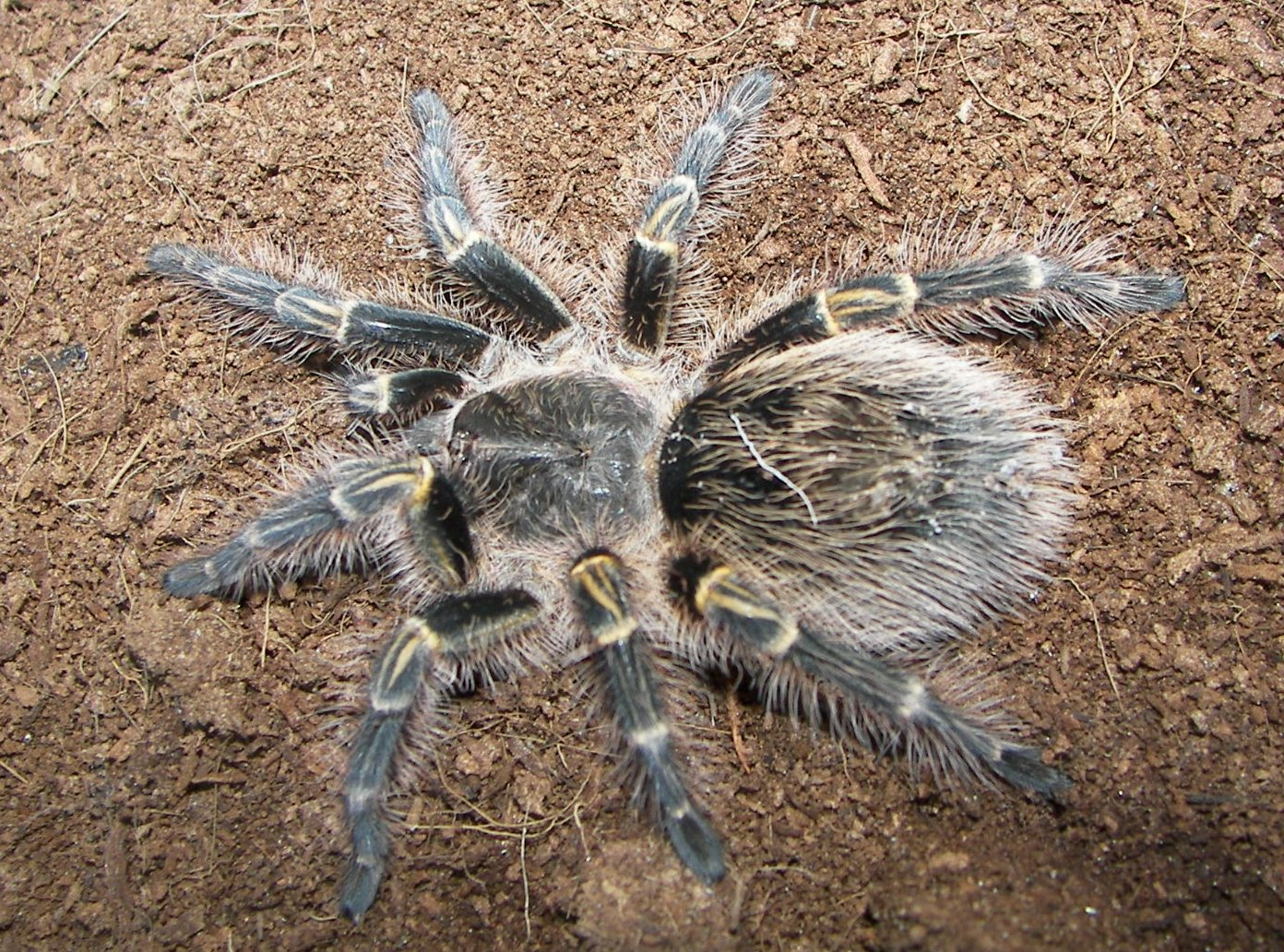
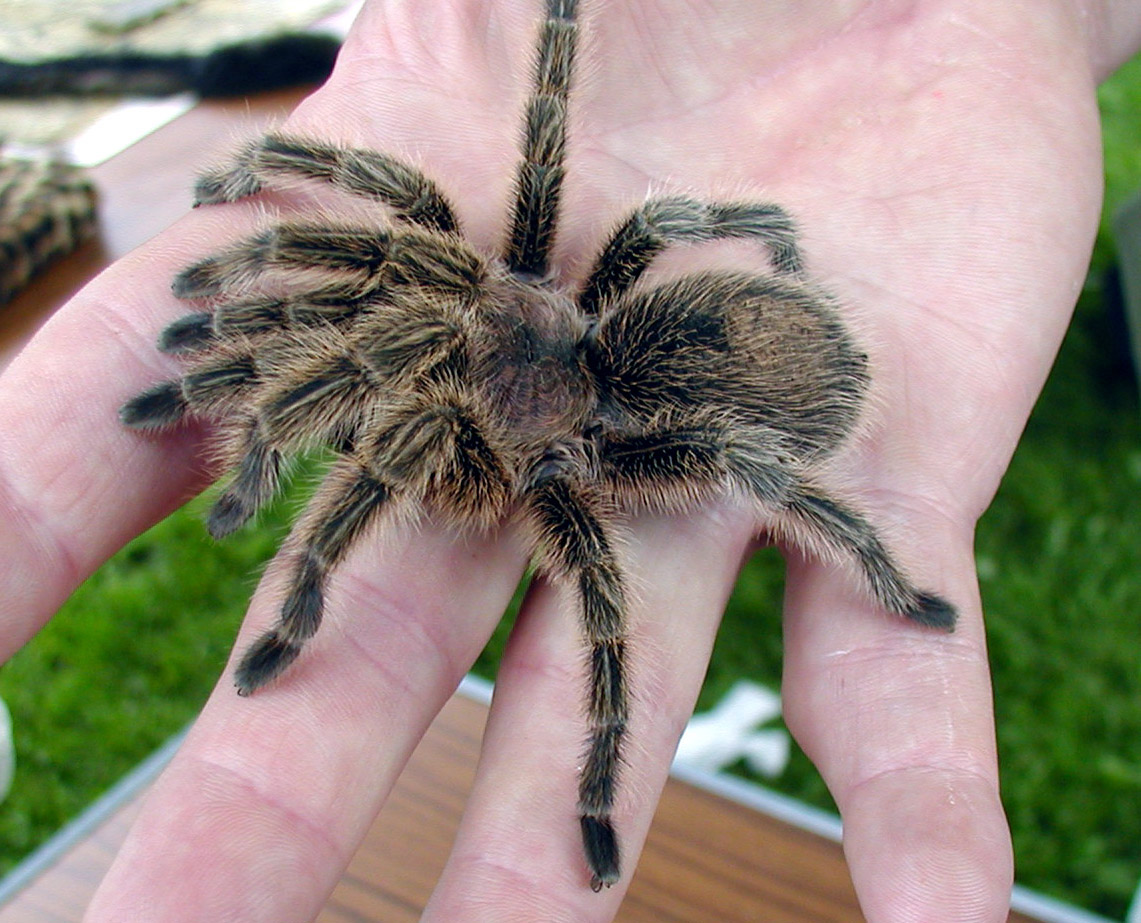
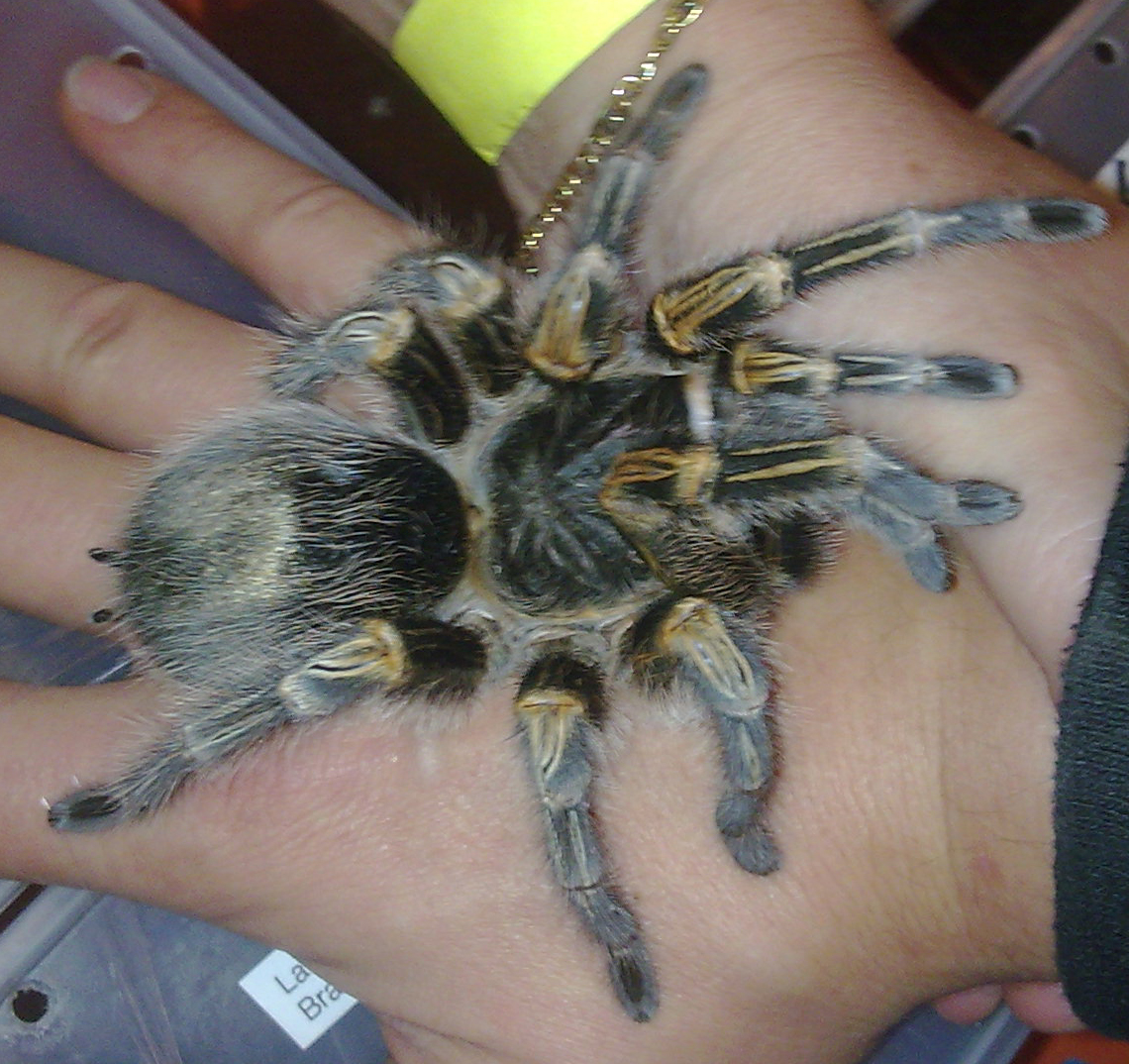
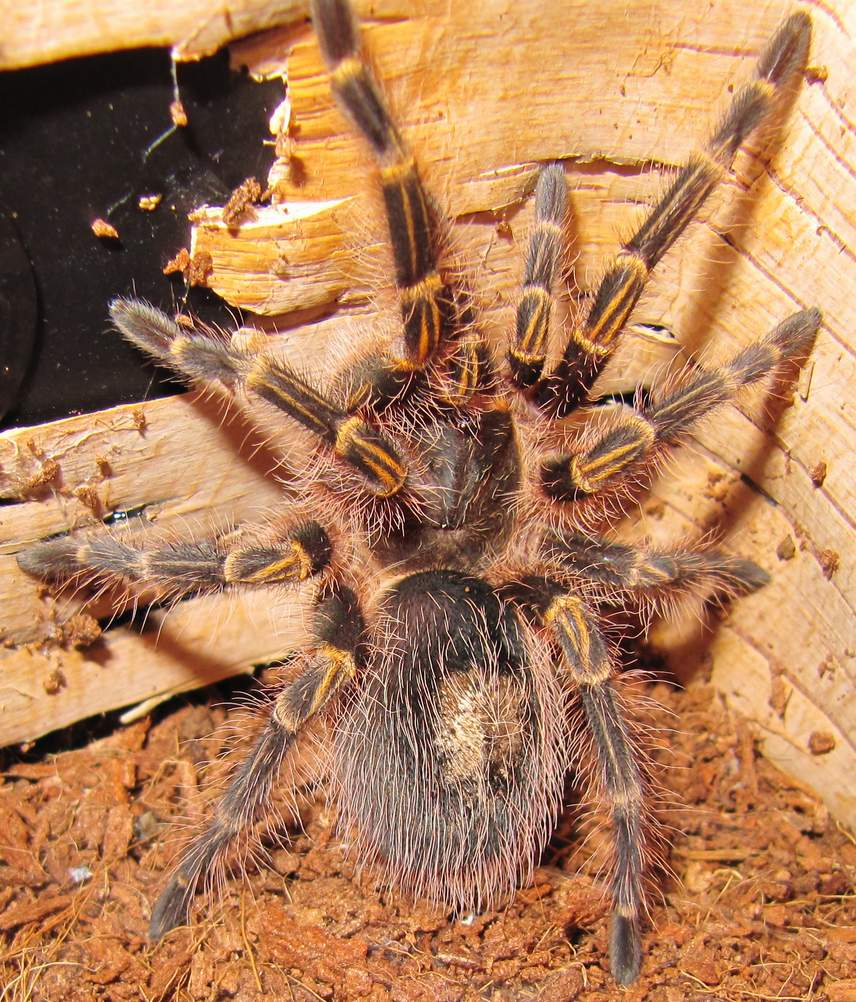